# Sisp di Taverna del Re
Il Sisp di Taverna del Re è un impianto di deposito di combustibile di rifiuti (CDR) situato fra le località "Lo Spesso" nel comune di Villa Literno e quella di "Taverna del Re" in Giugliano, e quindi suddiviso fra le province di Caserta e Napoli.

## Descrizione
Con un'ampiezza di circa 130 ettari, Taverna del Re è il più grande sito di stoccaggio provvisorio di rifiuti imballati presenti in Campania; è costituito da un'ampia piazzola di cemento che custodisce le ecoballe (circa 65.000) coperte da un telone di polietilene ad alta densità. Tale ampiezza è stata raggiunta nel 2005 in seguito alla fusione con un altro sito ubicato nell'attigua località di “Lo Spesso”. L'impianto è inoltre dotato di un sistema di captazione che previene la dispersione nell'ambiente di eventuali emissioni gassose o liquide di percolato. Dalla metà del mese di ottobre 2008 era stato raggiunto un accordo fra il Commissario straordinario di Governo e il sindaco di Giugliano per la chiusura dell'impianto, tuttavia poco meno di due anni dopo il sito è stato riaperto a seguito di un'ordinanza provinciale.
L'impianto è stato certificato grazie al sistema dei CIP6 e dei certificati verdi che recepisce la direttiva europea 2001/77/CE, il D.Lgs.387/2003 ovvero includendo come energia prodotta da fonti rinnovabili anche quella proveniente dalla combustione dei rifiuti solidi urbani; nonostante ciò, un gruppo di consiglieri locali si è schierato per la chiusura del sito.
Nel 2016 è iniziata la rimozione dei rifiuti accumulati nel sito.
A settembre 2022 è stato inaugurato, in località ponte Riccio, un impianto per lo smaltimento delle ecoballe. Le lavorazioni avverranno in gran parte all’interno di un capannone chiuso, la tecnologia alla base dell’impianto si fonda sulla massimizzazione della selezione di materiali attraverso il trattamento e la selezione dei rifiuti stoccati in balle.